# چلینا جسونووسکا
چلینا جسونووسکا (انگلیسی: Celina Jesionowska؛ زادهٔ ۳ november ۱۹۳۳ (۹۱ سال)) دونده، و ورزشکار دو و میدانی اهل لهستان است.
وی در مسابقات کشوری و بین‌المللی در مجموع برندهٔ ۲ مدال برنز شده‌است.